# Louis Faury
Pour les articles homonymes, voir Faury.
Louis Augustin Joseph Faury (né à Fruges le 21 juillet 1874 - mort à Paris le 14 janvier 1947) est un général de division français, instructeur, organisateur, professeur de l'ESG à Varsovie, historien de l'armée, historien de guerre, écrivain et biographe.

## Biographie
Il est le fils de Jean Louis Faury, officier d'administration de première classe du Service des Hôpitaux militaires, Chevalier de la Légion d'honneur et de Adèle Demont.
Il entre à l’école spéciale militaire de Saint-Cyr le 26 octobre 1893, puis est admis par la suite à l’école supérieure de guerre (ESG) où il obtient son brevet d’état-major. Il est promu capitaine en 1908. Lors de la Première Guerre mondiale, il débute à la chancellerie du Grand Quartier général, puis, à la suite d'une demande d'affection au front, il devient le commandant du 10e bataillon des chasseurs à pied. En 1914-1915, il se montre particulièrement brillant lors des combats cruels de la colline Notre-Dame-de-Lorette. En 1916, il commande les centres d'instruction de la 4e Armée du général Gouraud. De plus, il prend part à l'organisation des liaisons pendant les combats de Moronvilliers en 1917.
Ensuite, le lieutenant-colonel Faury est envoyé en mission en Italie, pour organiser les centres d'instruction de l'Armée Italienne. Il termine la guerre comme chef de l'état-major de la 12e division.
En avril 1919, il est envoyé en mission en Pologne, où il met toute son énergie dans la création de l'École Supérieure de Guerre. En 1920, le colonel Faury, lors des dernières phases de la guerre polono-soviétique, est officier de liaison détaché à la 4e armée polonaise du général Leonard Skierski.
En 1921, Faury accède au poste de directeur des sciences, c'est-à-dire celui de directeur de l'enseignement et de la recherche. Il rentre en France en 1928, avec le rang de général de brigade. Il rejoint l'État-major de l'armée, puis l'État-major de la 3e division à Amiens, et, se révèle un excellent commandant de cette grande unité (général de division en 1934). Il prend sa retraite en 1936.
Il travaille en collaboration avec le Centre d'études polonaises à Paris. En août 1939, à l'âge de 65 ans, désireux de sauver la Pologne en grand danger, il demande à reprendre du service et à devenir le chef de la Mission militaire française en Pologne, ce qui lui est accordé. Le 17 septembre 1939, le jour de l'attaque soviétique, il accompagne le GQG, le gouvernement, le trésor de la banque nationale et les militaires polonais rescapés dans leur « échappée vers la liberté » : respectueux des traités liant Bucarest et Varsovie, le roi Carol II de Roumanie utilise les chemins de fer et le Service maritime roumain pour transporter les forces polonaises à Alexandrie en territoire britannique. C'est là que Faury coordonne l'organisation du passage clandestin en France de 20 000 officiers, sous-officiers et spécialistes militaires polonais utiles au général Sikorski et au nouveau Gouvernement polonais en exil en France.
De retour en France, Faury devient chef de l'instruction de la mission franco-polonaise. Durant l'attaque allemande en mai-juin 1940, Faury prend l'initiative de regrouper sous son commandement les troupes polonaises de la seconde ligne encore stationnées en Bretagne et à Coëtquidan pour les déplacer le 18 juin vers la Loire et les ports sur l'Atlantique. Il contribue à sauver presque tous ces soldats. Ensuite, il s'engage, en France, dans l'aide aux filières d'évasion polonaises depuis la France vers le Royaume-Uni. C'est pour cette raison qu'il a entretenu des relations avec les organismes du régime de Vichy (le Secours National). Au mois d'octobre 1941, durant une conférence organisée par la Légion Française, il qualifie les gaullistes de « dissidents » et non de « traîtres ». À cette époque, son fils Yves rejoint les Forces françaises libres à Londres.
Il est élevé à la dignité de Grand-Officier de la Légion d'honneur par arrêté du 31 décembre 1939.
Son autre fils, Pierre-Simon (1919-1953), mourra pour la France au Viêt Nam au terme de deux ans de captivité aux mains du Vietminh.
Le tombeau de Louis Faury se trouve à Besançon.